# VIII Plenum KC PZPR w 1971 roku
VIII plenarne posiedzenie Komitetu Centralnego Polskiej Zjednoczonej Partii Robotniczej odbyło się w dniach 6 i 7 lutego 1971. Obradom przewodniczył I sekretarz KC PZPR Edward Gierek.
Tematem obrad były: ocena wydarzeń grudniowych 1970, aktualne zadania partii oraz sprawy organizacyjne, w tym przygotowania do VI Zjazdu PZPR.
Głos zabrało czterdziestu mówców, pięciu członków partii złożyło ponadto oświadczenia. Osoby, które nie zdążyły zabrać głosu, złożyły swoje przemówienia do protokołu.
Podjęto uchwałę dotyczącą oceny wydarzeń grudniowych i aktualnych zadań partii.